# Вишнёвое (Широковский район)
Вишнёвое (укр. Вишневе) — село,
Николаевский поселковый совет,
Широковский район,
Днепропетровская область,
Украина.
Код КОАТУУ — 1225855301. Население по переписи 2001 года составило 247 человек .

## Географическое положение
Село Вишнёвое находится на расстоянии в 2 км от сёл Зелёный Гай и Карповка.

## Национальный состав
По переписи 2001 года, 93,12 % населения в качестве родного языка указали украинский; 5,67 % — русский; 0,40 % — молдавский.